# Niederwürschnitz
Niederwürschnitz är en kommun och ort i Landkreis Erzgebirgskreis i förbundslandet Sachsen i Tyskland. Kommunen har cirka 2 500 invånare.
Kommunen ingår i förvaltningsområdet Lugau tillsammans med staden Lugau.